# Guardia urbana
La Guardia Urbana è stato un corpo paramilitare del Regno delle Due Sicilie, nato con il compito di effettuare attività di polizia e di supporto agli organi giudiziari.

## Storia e ordinamento

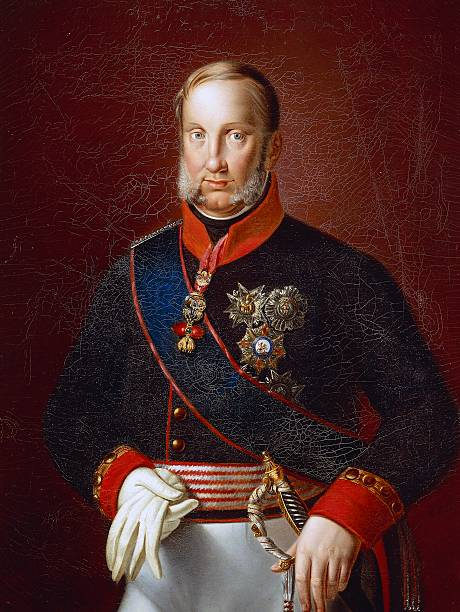
Francesco I delle Due Sicilie

Istituita da Francesco I delle Due Sicilie con Regio Decreto 1648 del 24 novembre 1827, prese il posto dei precedenti corpi delle Guardie Comunali e delle Guardie Civiche. Il corpo fu istituito in tutti i comuni del Regno, fatta eccezione per i capoluoghi di provincia e di distretto; i comuni di Santa Maria di Capua, Lucera e Trani in quanto sedi di tribunali; le piazze militari.
Il servizio doveva essere prestato in forma gratuita da "impiegati, proprietari, capitalisti, negozianti, professori di arti liberali, capi artefici, intraprenditori di opere e maestri di bottega". Nel caso in cui non si riuscisse a raggiungere il numero adeguato di effettivi per un certo comune attingendo alle classi di cui sopra, si potevano riempire le file attingendo dai mezzadri e dagli operai.
Il numero di effettivi per ciascun comune era determinato in ragione della popolazione dello stesso, ed in particolare: 40 guardie (comuni fino a 1.000 abitanti); 90 guardie (comuni tra 1.000 e 2.000 abitanti); 120 guardie (comuni da 2.000 a 5.000 abitanti). Oltre i 5.000 abitanti, la determinazione del numero di effettivi veniva calcolata aumentando di un quinto il numero base. Questo contingente ulteriore veniva denominato "supplemento" o "riserva", e vi si attingeva anche nei casi di indisponibilità per malattia o altro delle singole Guardie Urbane titolari. Ove, a parere delle autorità locali, il contingente così determinato dovesse risultare inadeguato, poteva essere effettuata domanda di aumento del numero degli effettivi al Ministro Segretario di Stato della polizia generale, il quale ne concedeva l'autorizzazione a facoltà.